# غروب بنفش
غروب بنفش (انگلیسی: Purple Sunset) یک فیلم است که در سال ۲۰۰۱ منتشر شد. این فیلم دربارهٔ جنگ دوم چین و ژاپن است.